# コーアガス日本
株式会社コーアガス日本（コーアガスにほん）は、鹿児島県内を中心とする液化石油ガス（プロパンガス）販売事業者である。

## 概説
川内プロパン瓦斯として1955年（昭和30年）6月に創立され、2001年（平成13年）に2度目の社名変更を行い、社名が「コーアガス日本」となった。また、薩摩川内市と霧島市では、グループ会社の南日本ガス株式会社が都市ガス事業をしている。

## 沿革
- 1955年 - 川内市（現・薩摩川内市）にて｢川内プロパン瓦斯株式会社｣として設立。
- 1956年
  - 充填作業の動力化を図り、動力による日本で初めてのブローバイパス充填設備を開発。
  - 串木野市（現・いちき串木野市）に営業所を開設。
- 1957年 - 巡回計量販売システムによるガス切れのないプロパンガス供給方式を開発。
- 1960年 - 鹿児島市（現本社所在地）に充填工場、容器検査工場を建設。
- 1964年 - 本社を川内市（現・薩摩川内市）から鹿児島市宇宿町に移転。
- 1966年
  - 出資会社として川内市（現・薩摩川内市）に南日本ガス株式会社（都市ガス）を設立。
  - 鹿児島市、川内市（現・薩摩川内市）に20トンタンクを新設し、タンクローリーによる輸送の合理化を図る。
- 1967年 - 日本初のLPG10トントレーラータンクローリー車を建造。
- 1968年 - 特充容器の指定工場として認可され、特充容器の再検査業務を開始。
- 1970年 - 社名を｢株式会社コーアガス鹿児島｣に変更する。
- 1973年 - バルク方式によるLPガス供給事業を開始。
- 1974年 - オートガス事業の拡大に伴い｢株式会社コーアオートガス｣を設立。
- 1975年 - 川内市（現・薩摩川内市）月見団地に当社初めての簡易ガス事業によるガス供給を開始。
- 1979年 - 鹿児島市星ヶ峯ニュータウンに簡易ガス事業によるガス供給を開始。
- 1980年 - 鹿児島市牟礼岡三井ニュータウン宮之浦に簡易ガス事業によるガス供給を開始。
- 1981年 - 高圧ガス輸送事業を開始するために｢タキ運輸株式会社｣を設立。
- 1984年
  - 国分市（現・霧島市）城山団地に簡易ガス事業によるガス供給を開始。
  - 南日本ガスの熱量を5,000kcalから15,000kcalに変更。
  - 東京事務所を都内（港区南青山）に開設。
- 1988年
  - 英国、シンガポール、中華民国、 韓国より｢13Aプロパンエアーガス製造プラント｣の特許を取得。上記プラント技術を日立グループ等へ技術供与。
  - 南日本ガスが保安功労者として、九州通産局長賞を受賞。
- 1989年
  - 東京事務所を都内（渋谷区広尾）に移転。
  - 星ヶ峯工場が保安功労者として、九州通産局長賞を受賞。
- 1991年 - 川内市（現・薩摩川内市）永利ホープタウンに簡易ガス事業による供給を開始。
- 1992年
  - ｢南日本MK式13Aガスプラント｣で社団法人日本ガス協会より技術賞を受賞。
  - ｢13Aプロパンエアーガス製造プラント｣の特許取得。
- 1993年 - ｢ブローバイパス充填方式｣及びそれを応用した｢液化石油ガス貯蔵容器の再検査プラント｣の特許取得。
- 1994年
  - 南日本ガス株式会社がガス保安功労者として通商産業大臣賞を受賞。
  - 中国最大のガス会社・上海ガスとライセンス契約を調印。
- 1995年 - 南日本ガス株式会社が通産省から国分市（現・霧島市）での都市ガス事業の許可を受ける。
- 1996年
  - 全米LPガス協会（NPGA）に加盟
  - ｢ブローバイパス充填方式｣が発明協会鹿児島県支部長賞を受賞。
- 1997年
  - 米国事務所をニュージャージー州に開設。
  - 星ヶ峯工場がガス保安功労者として通商産業大臣賞を受賞。
- 1998年
  - ｢伊敷グリーンヒル（301戸）｣簡易ガス事業許可取得。
  - ｢タンクローリーのLPガス移送方法及び装置｣の特許取得。
- 2000年
  - 第48回鹿児島県発明展「商工会議所会頭賞」受賞。
  - 「国分市（現・霧島市）青葉台団地（194戸）｣簡易ガス事業許可取得。
  - 米国事務所（ニューヨーク）移転。
- 2001年
  - 社名を「株式会社コーアガス日本」に改める。
  - 米国事務所（ニュージャージー州）移転。
  - ｢空温・温水兼用型気化装置及び空温・温水兼用型ガス製造プラント｣で米国での特許取得。
- 2002年
  - ｢株式会社コーアガス関東｣を設立。
  - 新型バルクローリー車建造。
  - 管工事事業部を新設。
- 2004年
  - 世界LPガス連盟（World LP Gas Association）に加盟。
  - ｢三方ロータリーバルブを使用したLPガス充填方式｣で日本の特許取得。
  - ｢プロパンエアー13Aガス製造プラントの開発｣の功績により文部科学大臣賞科学技術振興功績者を受賞。
  - 2台目の新型バルクローリー車建造。
  - ｢空温・温水兼用型ガス製造プラント｣の特許取得。
  - ｢空温・スチーム兼用型気化装置｣の特許取得。
- 2005年 - 米国事務所をニューヨークに移転。
- 2006年 - スクエアモール鹿児島宇宿に「くらしの遊en地 コーア館」を開設。
- 2008年 - ブラジル最大のガス会社、ウルトラガスと技術提携
- 2011年 - 「くらしの遊en地 コーア館」をスクエアモール鹿児島宇宿の1階から2階へ移転。
- 2020年 - 都市ガス小売事業開始。日本ガスの導管を借りて家庭向に開始。

## 事業所

### 本社・鹿児島北店・くらしの遊en地コーア館
- 本社 - 鹿児島県鹿児島市宇宿2-1-13
- 鹿児島北店 - 鹿児島県鹿児島市吉野町2,035-1
- くらしの遊en地コーア館 - 鹿児島県鹿児島市宇宿2-2-18（スクエアモール鹿児島宇宿2階）

### 支店
- 川内支店 - （薩摩川内市）
- 国分支店 - （霧島市）
- 串木野支店 - （いちき串木野市）
- 伊集院支店 - （日置市）
- 姶良支店 - （姶良市）
- 鹿屋支店 - （鹿屋市）

### サービスショップ
- 指宿サービスショップ - （指宿市）
- 加世田サービスショップ - （南さつま市）
- 大口サービスショップ - （伊佐市）
- 出水サービスショップ - （出水市）

### 他の事業所
- 星ヶ峯工場・宮之浦工場 - （鹿児島市）
- 容器検査工場 - （いちき串木野市）
- LPGプラント検査,事業部 - （鹿児島市）
- 東京事務所 - （東京都渋谷区）
- 米国事務所 - （アメリカ合衆国ニューヨーク州ニューヨーク市）